# 深森あき
深森 あき（ふかもり あき、1969年7月25日 - ）は、日本のイラストレーター、漫画家。女性。大阪府立大学総合科学部卒業。奈良県大和郡山市出身、千葉県船橋市在住。血液型はAB型。

## 人物
1994年、少女漫画誌『ぶ〜け』（集英社）よりデビュー。
1997年から2007年にかけて、まんがタイムラブリー、まんがタイムオリジナル（芳文社）で作品を連載していた。

## 連載
- あなたと朝ごはん（まんがタイムラブリー）初回不明 - 2006年8月号
- アイサレ・サバイバー（まんがタイムオリジナル）2006年11月号 - 2007年8月号

## 出版
- 『貝がらハートの恋心』（岡信子、小暮正夫との共著、岩崎書店、2006年12月発行）ISBN 978-4-26-504558-7
- 『合コン1000回、結婚1回！』（川上あき子原作、ぶんか社、2011年3月発行）ISBN 978-4-861-23522-1
- 『マンガでやさしくわかるアドラー心理学』（岩井俊憲原作、日本能率協会マネジメントセンター、2014年7月4日発行）ISBN 978-4-820-71908-3
- 『マンガでやさしくわかるアドラー心理学 2 実践編』（岩井俊憲原作、日本能率協会マネジメントセンター、2014年12月19日発行）ISBN 978-4-820-71913-7
- 『マンガでやさしくわかる認知行動療法』（玉井仁原作、日本能率協会マネジメントセンター、2016年4月24日発行）ISBN 978-4-820-71946-5
- 『リッツ・カールトンで学んだ マンガでわかる 超一流のおもてなし』（高野登原作、ソフトバンククリエイティブ、2017年6月21日発行）ISBN 978-4-7973-8414-7
- 『占いで結婚しました!』（柏木珠希原作、イースト・プレス、2018年1月7日発行）ISBN 978-4-7816-1619-3
- 『まんがでわかる 年収200万円からの貯金生活宣言』（横山光昭原作、ディスカヴァー・トゥエンティワン、2018年4月15日発行）ISBN 978-4-7993-2252-9
- 『マンガでわかるオトナ女子のための乳がん新常識』（幻冬舎、2019年1月10日発行）ISBN 978-4-344-03412-9